# Красногірка (Гайсинський район)
Красногі́рка — село в Україні, у Тростянецькій селищній громаді Гайсинського району Вінницької області, за 1,5 км від залізниці (зупинка Красногірка). Населення становить 423 особи. До 2020 року у складі Ілляшівської сільської ради. 

## Історія
Засноване 1700 року.
12 червня 2020 року, відповідно розпорядження Кабінету Міністрів України № 707-р «Про визначення адміністративних центрів та затвердження територій територіальних громад Вінницької області», село увійшло до складу Тростянецької селищної громади.
19 липня 2020 року, в результаті адміністративно-територіальної реформи і ліквідації Тростянецького району, село увійшло до складу Гайсинського району.

## Населення

### Мова
Розподіл населення за рідною мовою за даними перепису 2001 року:
| Мова       | Кількість | Відсоток |
| ---------- | --------- | -------- |
| українська | 422       | 99.76%   |
| російська  | 1         | 0.24%    |
| Усього     | 423       | 100%     |